# R Microscopii
R Microscopii är en pulserande variabel av Mira Ceti-typ  i stjärnbilden Mikroskopet. Stjärnan var den första i Mikroskopets stjärnbild som fick en variabelbeteckning.
Stjärnan varierar mellan visuell magnitud +8,3 och 13,8 med en period av 138,62 dygn.

## Fotnoter
1. ↑  Variabelstjärnornas beteckningar börjar med bokstäverna R-Z, därefter A-Q , följt av RR-ZZ och AA-QQ, varefter de börjar betecknas med bokstaven V och ett ordningsnummer, från och med V335.